# Polypterozetoidea
Polypterozetoidea är en överfamilj av kvalster. Polypterozetoidea ingår i ordningen Sarcoptiformes, klassen spindeldjur, fylumet leddjur och riket djur. Enligt Catalogue of Life omfattar överfamiljen Polypterozetoidea 4 arter. 
Kladogram enligt Catalogue of Life:
| Polypterozetoidea | \| \| Podopterotegaeidae \| \| \| \| \| \| Polypterozetidae \| \| \| \| |
|                   | \| \| Podopterotegaeidae \| \| \| \| \| \| Polypterozetidae \| \| \| \| |
|                   | Podopterotegaeidae                                                      |
|                   |                                                                         |
|                   | Polypterozetidae                                                        |
|                   |                                                                         |